# Walter Warwick
Walter Warwick (* 1971) ist ein US-amerikanischer Biathlet und Biathlonfunktionär.
Walter Warwick ist seit 2006 Präsident des Colorado Biathlon Club. In dieser Funktion ist er unter anderem Mitorganisator der jährlichen Biathlon-NorAm-Cup-Rennen in West Yellowstone.
Als Aktiver tritt Warwick meist bei den Masters-Rennen an. So gewann er etwa bei den US-Meisterschaften 2009 in Valcartier in der Senior masters-Klasse den Titel im Verfolgungsrennen und wurde Dritter des Massenstartrennen. Er nahm an den World Winter Masters Games in Bled teil, wo er Siebter in seiner Altersklasse im Einzel wurde, Mit Kyle Boschen und Ted Hulbert bildete er eine der beiden US-Staffeln. In der Saison 2012/13 startete er in der Leistungsklasse im NorAm-Cup in West Yellowstone und wurde im Sprint hinter Kevin Jacobsen und Konrad Thiel Dritter und musste sich im darauf basierenden Verfolgungsrennen nur noch Jacobsen geschlagen geben.

## Belege
1. ↑   (Seite nicht mehr abrufbar, festgestellt im Mai 2019. Suche in Webarchiven)  Info: Der Link wurde automatisch als defekt markiert. Bitte prüfe den Link gemäß Anleitung und entferne dann diesen Hinweis. und  (Seite nicht mehr abrufbar, festgestellt im Mai 2019. Suche in Webarchiven)  Info: Der Link wurde automatisch als defekt markiert. Bitte prüfe den Link gemäß Anleitung und entferne dann diesen Hinweis.
2. ↑  Biathlon: a sadistic mix of shooting, skiing
3. ↑  March 21-22 Scores and Highlights
4. ↑  Master Worlds Biathlon - Individual
5. ↑  World Winter Masters Games in Bled, Slovenia (Memento des Originals vom 10. Januar 2013 im Internet Archive)  Info: Der Archivlink wurde automatisch eingesetzt und noch nicht geprüft. Bitte prüfe Original- und Archivlink gemäß Anleitung und entferne dann diesen Hinweis.

| Personendaten    | Personendaten                                     |
| ---------------- | ------------------------------------------------- |
| NAME             | Warwick, Walter                                   |
| KURZBESCHREIBUNG | US-amerikanischer Biathlet und Biathlonfunktionär |
| GEBURTSDATUM     | 1971                                              |